# Iglesia de San Ruperto (Viena)
La católica romana Iglesia de San Ruperto (en alemán: Ruprechtskirche) es la más antigua de la ciudad de Viena que aún conserva su estructura original. Se encuentra en el "Ruprechtsplatz"(plaza de San Ruperto) en el primer distrito municipal de Viena, Innere Stadt. La Ruprechtskirche está dedicada a San Ruperto, el patrón de los transportistas de sal y de Salzburgo, y por lo tanto se considera una fundación de Salzburgo. La sal era una mercancía de monopolio importante en la Edad Media, administrada por una oficina especial, el Salzamt. Cerca de la Ruprechtskirche, la sal era vendida por el Salzamt a minoristas, lo que también se refleja en los nombres de las calles Salzgasse, Salzgries, Salztorgasse y el puente Salztorbrücke.

## Historia
Según la leyenda, la iglesia fue fundada en el año 740. La primera mención documentada fue en el año 1200, en un documento que se refiere a una donación del duque Enrique II Jasomirgott al Schottenstift. Esta donación también incluía la Ruprechtskirche, que en el documento se menciona como la iglesia más antigua de Viena. Sin embargo, desde la perspectiva actual, esto no es correcto. Cuando se renovó la iglesia actual en 1935, la torre, que es la parte más antigua que se conserva, databa de la segunda mitad del siglo XV.  La primera Iglesia de San Pedro (Peterskirche) fue la iglesia más antigua de Viena; por lo tanto, la Ruprechtskirche es la iglesia más antigua que aún se conserva en Viena.
La Iglesia de San Ruperto se encuentra en el área del antiguo campamento militar romano Vindobona. 
La primera iglesia parroquial de Viena no fue la Iglesia de San Ruperto, sino la primera Peterskirche, que data de la época tardoantigua y cuyos derechos parroquiales fueron transferidos a la Catedral de San Esteban en 1147 (tras el Tratado de Mautern).
La iglesia actual ha sido modificada y reconstruida en varias ocasiones. Las paredes más antiguas que aún se conservan datan del siglo XII (las paredes de la nave principal con el coro y los niveles inferiores de la torre con las biforias románicas).
La iglesia fue dañada durante un gran incendio en 1276, que destruyó casi todo el centro de la ciudad, y luego fue renovada en estilo gótico (construcción del nuevo ábside poligonal y elevación de la torre en un piso).
La campana central actual sobrevivió al incendio, y con la elevación de la torre se añadió una segunda campana. Alrededor de 1280, se talaron árboles para el campanario, donde colgaría el par de campanas. Probablemente a mediados del siglo XIV, se añadió una nave lateral gótica a la derecha de la nave principal y se abrieron tres arcadas ojivales en la pared sur de la nave principal.
En la barandilla del coro hay una inscripción "A.E.I.O.U." con el año 1439. Este es el lema del emperador Federico III y el año en que se convirtió en duque de Austria.

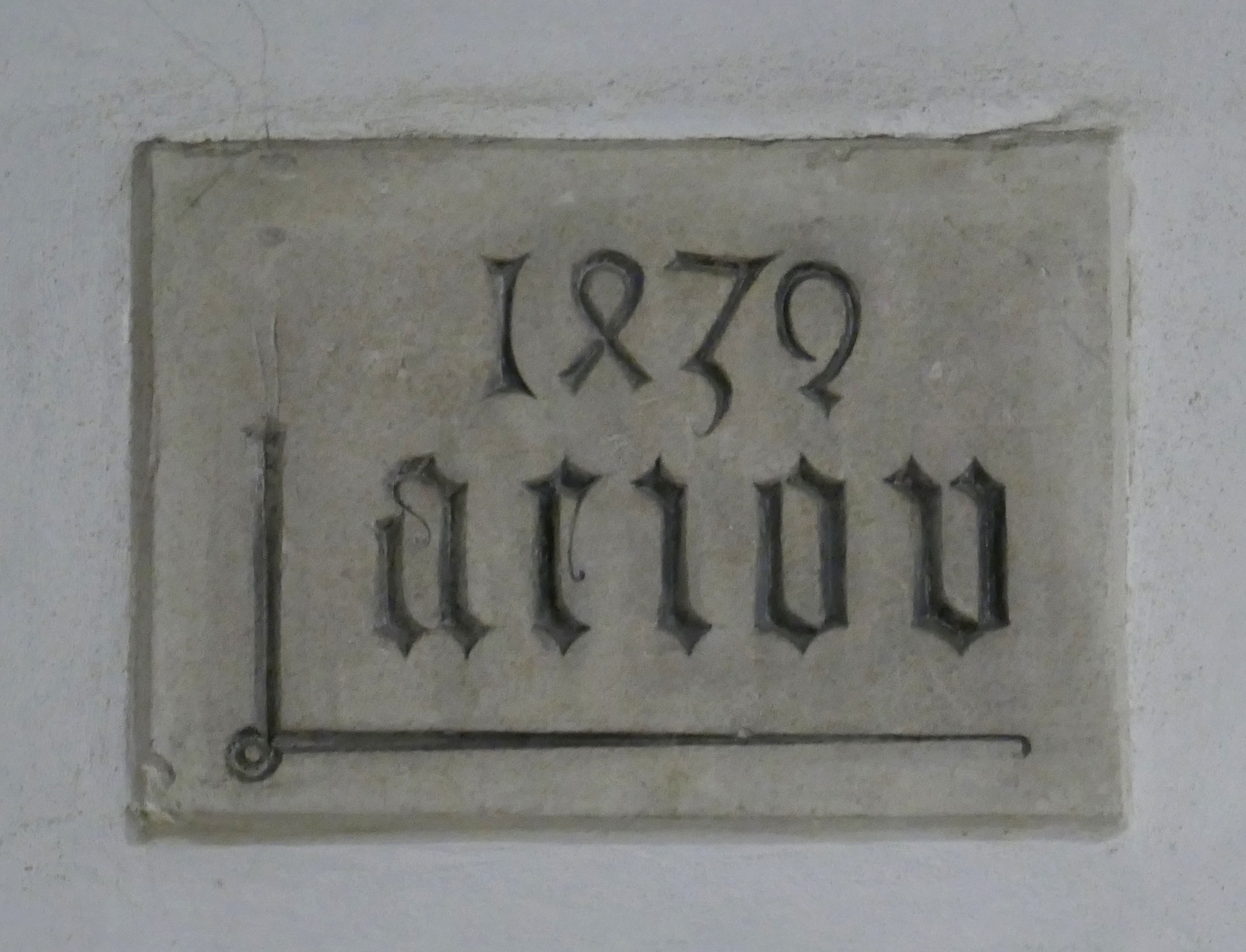
Iglesia de San Ruperto (Viena)

Según una inscripción de 1622, el Salzamtmann Georg Nagl restauró la Iglesia de San Ruperto, que estaba muy deteriorada, y Johann Baptist Bartolotti von Partenfeld financió las reparaciones entre 1701 y 1703. Para las losas del suelo en la zona de la puerta de entrada y los peldaños de una pequeña escalera hacia el coro, se utilizó piedra de Kaisersteinbruch.

## Interior
En la Iglesia se encuentran, por un lado, las vidrieras más antiguas de Viena (en el centro del ábside, del tercer cuarto del siglo XIII) y, por otro lado, desde 1993, 22 vidrieras modernas de Lydia Roppolt. Dominan aquí las tres grandes ventanas a la derecha en la nave, un ciclo sobre el tema "Alabanza a Dios por el rescate del más profundo apuro": Daniel en el foso de los leones, Jonás y la ballena, y los tres jóvenes en el horno de fuego. Las otras ventanas tienen como tema "La alabanza de la creación". A la izquierda y derecha de las ventanas góticas en el ábside, hay ventanas de Heinrich Tahedl (1949). El tabernáculo de bronce con duelas de barril fue creado en 1998 por Ignaz Kienast.
La lápida más antigua de la iglesia se refiere a la tumba de Ulrich Schwaiger, es de mármol rojo de Salzburgo y lleva la fecha de 1503 o 1521, que ya no es claramente legible. 1521 es probablemente la fecha correcta, ya que Schwaiger está documentado como propietario de la casa de Judengasse 9 en 1518.
En el campanario cuelgan tres campanas, dos de las cuales son históricamente muy valiosas. Todas aún se tocan manualmente con cuerda.